# Centre-Est (Burkina Faso)
| Basisdaten   | Basisdaten       |
| ------------ | ---------------- |
| Hauptstadt:  | Tenkodogo        |
| Provinzen:   | 3                |
| Gouverneur:  | Siméon Sawadogo  |
| Fläche:      | 14.852 km²       |
| Einwohner:   | 1.578.075 (2019) |
| Bev.-Dichte: | 107 EW/km²       |
| ISO 3166-2:  | BF-04            |
| Lage         |                  |
| Karte        |                  |

Centre-Est ist eine von 13 Regionen, in die der westafrikanische Staat Burkina Faso administrativ aufgeteilt ist. Hauptstadt ist Tenkodogo. Die im Süden liegende Region umfasst auf 14.852 km² Fläche die Provinzen Koulpélogo, Boulgou und Kouritenga und hat 1.578.075 Einwohner (November 2019). Die beiden vorherrschenden Ethnien sind Bissa und Mossi. In Centre-Est befinden sich drei forêts classées; Sitenga, Ouilingaré und Sablogo.

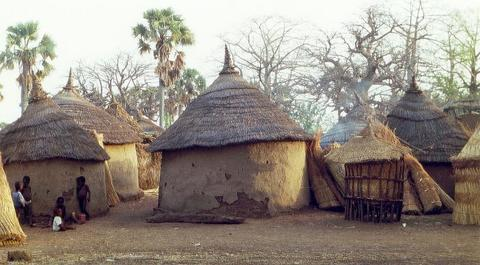
Hütten in Dourtenga (Koulpélogo)

Am 23. Juli 2007 übernahm Siméon Sawadogo das Amt des Gouverneurs von Jacob Ouédraogo, der nach 30 Monaten Amtszeit sein Mandat als Abgeordneter im nationalen Parlament wahrnehmen wird. Sawadogo ist von Beruf Lehrer und hatte bereits verschiedene Posten in Verwaltung und Politik inne.